# Hemisinus lineolatus
Hemisinus lineolatus is een slakkensoort uit de familie van de Thiaridae. De wetenschappelijke naam van de soort is voor het eerst geldig gepubliceerd in 1828 door W. Wood.